# Рахіль Корн
Корн Рахіль Вольфівна (15 січня 1898, с. Підліски, Мостиський район, Львівська область — 9 вересня 1982, Монреаль, Канада) — єврейська поетеса, новелістка. Член Спілки письменників СРСР (1941), Міжнародного ПЕН-клубу (1946)

## Біографія
Народилася 15 січня 1898 року на хуторі Суха Гора поблизу села Підліски у Східній Галичині. Родина володіла кількома сільскогосподарськими фермами. Дівчина росла в ізоляції від своїх однолітків, отримала домашню освіту.
Рано почала писати вірші мовою їдіш, які мали схвальні відгуки і були популярними серед інтелігенції Галичини.
У літературі дебютувала 1918 року.
У міжвоєнний період мешкала у Варшаві. Спершу писала польською, потім перейшла на їдиш. Співробітничала в єврейських журналах.
Основні твори міжвоєнного періоду: поетичні збірки «Село» («Дорф», 1923) та «Червоні маки» («Ройтер мон»), книга новел «Земля» («Ерд», 1934).
Основна тематика творів — соціальні процеси (зокрема, «класові протиріччя») в українському селі («боротьба за землю єврейської бідноти в селі Підліски»).
Про збірку новел «Земля» (1934): «Новеля з цього збірника „Шлойме Нужда“ просякнута глибоким пафосом класової боротьби. В ній описується страйк батраків на полях поміщика Гартштейна (автентичне прізвище Вольф Векслер). Поліція вбиває кількох страйкарів. Тоді Шлойме Нужда, який усе своє життя був затурканий, мовчазливий, погорджуваний усіма, з героічною відвагою перший кидається на штики поліції і гине від ран».
У зв'язку з німецькою агресією проти Польщі з вересня 1939 року мешкала в радянській частині Перемишля.
1939—1941 — член Спілки радянських письменників України, працювала в газеті «Червоний Перемишль».
Літературні твори цього періоду: поетична збірка «Жнива» (Київ, 1941), повість «Люди з Мокран» (1941).
1940 — обрана депутатом Перемиської міської ради депутатів трудящих.
1948 — емігрувала до Канади.

## Нагороди та відзнаки
- Премія Луїса Ламеда за поезію та прозу (1950,1958);
- Почесна грамота і премія Єврейської книжкової ради Америки за поезію на їдіш (1969);
- Премія імені Г. Лейвика (1972);
- Премія Іцика Мангера (1974).